# Dritte Thailändisch-Laotische Freundschaftsbrücke
Die Dritte Thailändisch-Laotische Freundschaftsbrücke ist eine Brücke über den Mekong. Sie verbindet die Provinz Nakhon Phanom in Thailand mit der Provinz Khammouane in Laos.

## Allgemeines
Das Abkommen über den Bau der Brücke wurde Ende Dezember 2007 unterzeichnet, nachdem zuvor Anfang desselben Monats das thailändische Kabinett den Plänen zugestimmt hatte. Die Grundsteinlegung durch den laotischen Vizepräsidenten Boungnang Vorachith und Prinzessin Maha Chakri Sirindhorn von Thailand fand im März 2009 statt, die Bauarbeiten begannen zwei Monate später. Am 11. November 2011 wurde die Brücke offiziell eröffnet. Die Arbeiten wurden von der Italian-Thai Development Limited Company ausgeführt, die Kosten übernahm Thailand.
Die Brücke verbindet das Dorf Hom im Tambon At Samat, zirka 10 km nördlich der thailändischen Stadt Nakhon Phanom, mit dem Dorf Veuntay, zirka 11 km nördlich der laotischen Stadt Thakhek. Die 13 m breite Betonbrücke besitzt zwei Fahrspuren und zwei Fußwege. Sie entspricht damit der Ersten Thailändisch-Laotischen Freundschaftsbrücke zwischen Vientiane und Nong Khai, besitzt jedoch im Gegensatz zu dieser und entgegen ersten Planungen keine Bahnverbindung.
Es handelt sich um die dritte Freundschaftsbrücke zwischen den beiden Ländern.

## Bilder

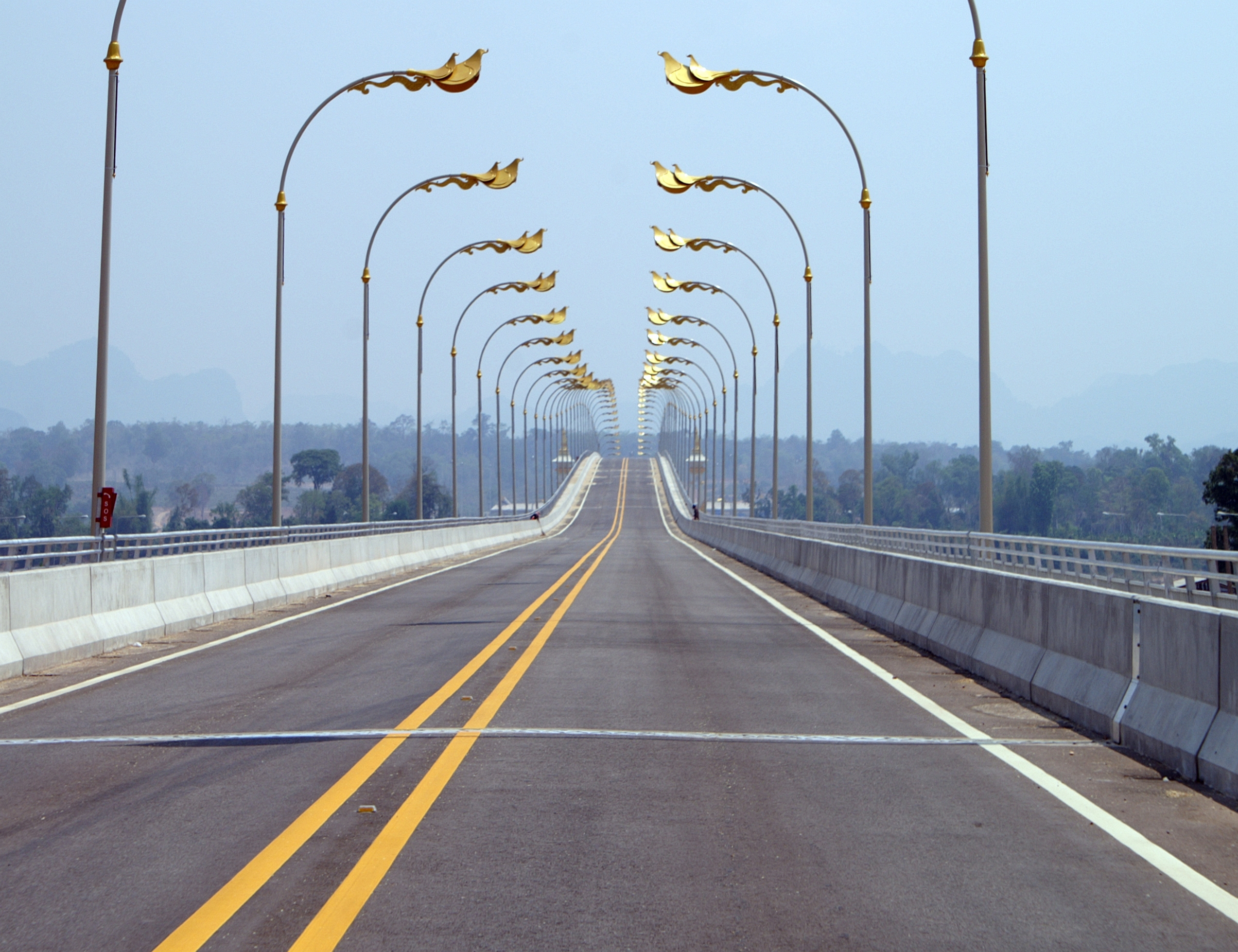
Fahrbahnansicht
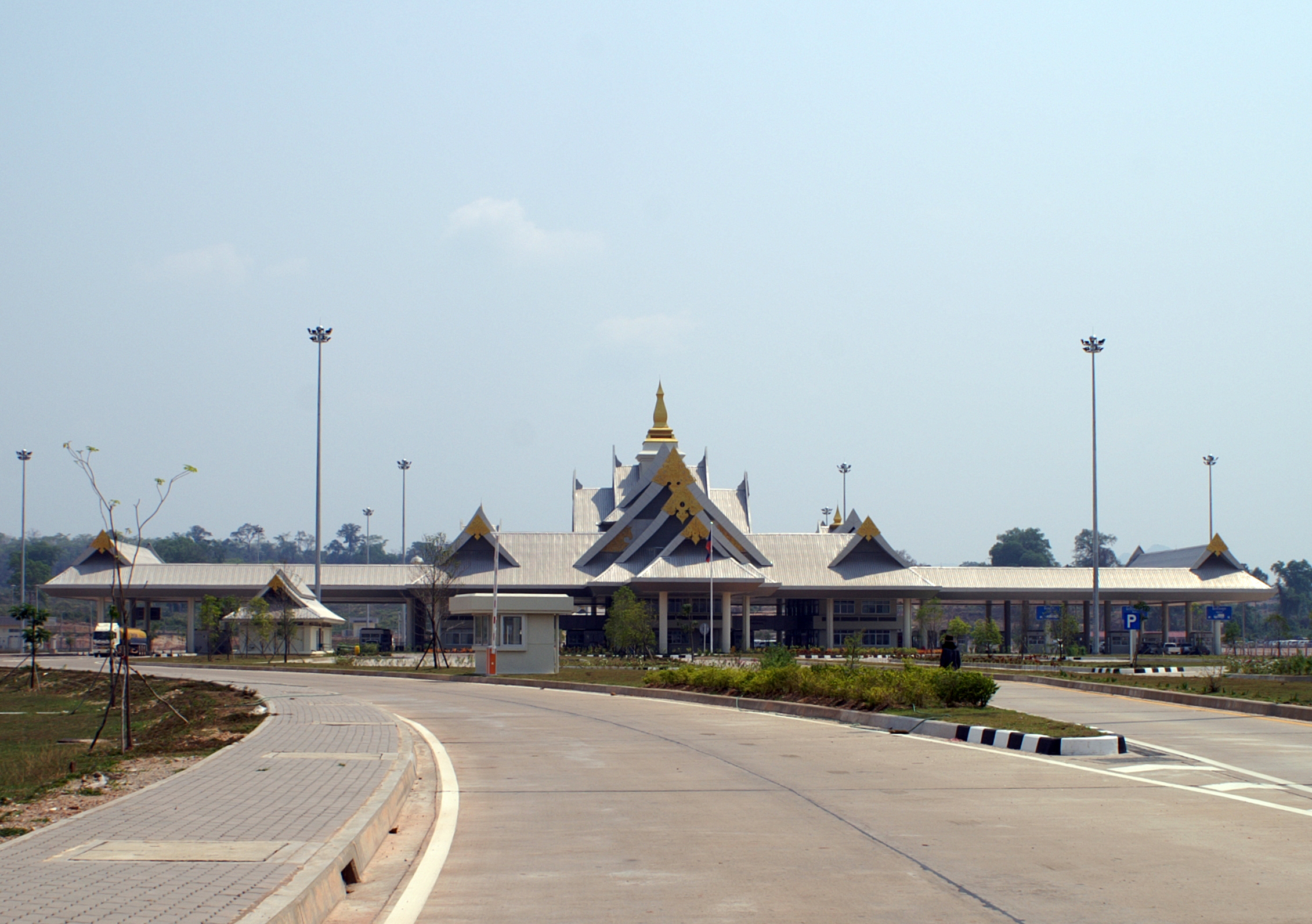
Laotisches Grenzgebäude